# Törpesas
A törpesas (Hieraaetus pennatus) a madarak (Aves) osztályának vágómadár-alakúak (Accipitriformes) rendjébe, ezen belül a vágómadárfélék (Accipitridae) családjába tartozó faj.

## Rendszerezése
A fajt Johann Friedrich Gmelin német természettudós írta le 1788-ban, a Falco nembe Falco pennatus néven. Szerepelt az Aquila nemben Aquila pennatus néven is.

## Előfordulása
Dél-Európában, Afrika északnyugati és Ázsia középső részén költ. Telelni délre vonul, eljut Indiába és Afrika déli részébe is. Természetes élőhelyei a mérsékelt övi erdők, szubtrópusi és trópusi száraz erdők, hegyi esőerdők és cserjések, de előfordul sivatagokban is.

### Kárpát-medencei előfordulása
Magyarországon ritka átvonuló, kóborló és alkalmi fészkelő, márciustól októberig észlelhető a területen. Jelenlétét 2025 áprilisában a Tolna vármegyei Őcsényben is huzamosabb ideig is észlelték,[forrás?] majd májusban Paks mellett látták.

## Megjelenése
Testhossza 45-53 centiméter, szárnyfesztávolsága pedig 100-121 centiméteres. A testtömege 500-1250 gramm, a tojó akár 50%-kal is nagyobb lehet a hímnél. Az idős madaraknak fehér vállfoltjuk van.

## Életmódja
Kisebb madarakkal, gyíkokkal és üregi nyulakkal táplálkozik. Erős lábával és karmaival a földön és a levegőben is zsákmányol.
|  |

## Szaporodása
Április-májusban van a nászidőszaka. Fészkét fára vagy sziklapárkányra rakja. Egy vagy két tojást tojik, melyen 35 napig kotlik. Viselkedésükre fióka korukban a káinizmus jellemző, legtöbb esetben csak egy fiókát tud felnevelni. 
|  |  |

## Természetvédelmi helyzete
Az elterjedési területe rendkívül nagy, egyedszáma is nagy. A Természetvédelmi Világszövetség Vörös listáján nem fenyegetett fajként szerepel. Európában nem fenyegetett fajként van nyilvántartva, Magyarországon fokozottan védett, természetvédelmi értéke 500 000 Ft.